# Los Angeles Philharmonic
Los Angeles Philharmonic är en amerikansk symfoniorkester som grundades 1919. Orkestern, populärt kallad LA Phil, leds sedan 2009 av den venezuelanske dirigenten Gustavo Dudamel, som efterträdde finske Esa-Pekka Salonen.